# Panama a 2011-es úszó-világbajnokságon
Panama a 2011-es úszó-világbajnokságon három úszóval vett részt.

## Úszás
Férfi
| Versenyző               | Esemény                         | Selejtező | Selejtező | Elődöntő          | Elődöntő          | Döntő             | Döntő             |
| Versenyző               | Esemény                         | Idő       | Helyezés  | Idő               | Helyezés          | Idő               | Helyezés          |
| ----------------------- | ------------------------------- | --------- | --------- | ----------------- | ----------------- | ----------------- | ----------------- |
| Edgar Crespo            | Férfi 50 méteres mellúszás      | 28.15     | 21        | Nem jutott tovább | Nem jutott tovább | Nem jutott tovább | Nem jutott tovább |
| Edgar Crespo            | Férfi 100 méteres mellúszás     | 1:01.94   | 40        | Nem jutott tovább | Nem jutott tovább | Nem jutott tovább | Nem jutott tovább |
| Edgar Crespo            | Férfi 200 méteres mellúszás     | 2:17.38   | 36        | Nem jutott tovább | Nem jutott tovább | Nem jutott tovább | Nem jutott tovább |
| Edgar Crespo            | Férfi 100 méteres pillangóúszás | 57.24     | 52        | Nem jutott tovább | Nem jutott tovább | Nem jutott tovább | Nem jutott tovább |
| Diego Castillo Granados | Férfi 200 méteres pillangóúszás | 2:00.80   | 31        | Nem jutott tovább | Nem jutott tovább | Nem jutott tovább | Nem jutott tovább |
| Diego Castillo Granados | Férfi 400 méteres vegyesúszás   | 4:32.39   | 30        |                   |                   | Nem jutott tovább | Nem jutott tovább |

Női
| Versenyző     | Esemény                    | Selejtező | Selejtező | Elődöntő          | Elődöntő          | Döntő             | Döntő             |
| Versenyző     | Esemény                    | Idő       | Helyezés  | Idő               | Helyezés          | Idő               | Helyezés          |
| ------------- | -------------------------- | --------- | --------- | ----------------- | ----------------- | ----------------- | ----------------- |
| Zamantha Hoss | Női 50 méteres gyorsúszás  | 28.19     | 49        | Nem jutott tovább | Nem jutott tovább | Nem jutott tovább | Nem jutott tovább |
| Zamantha Hoss | Női 100 méteres gyorsúszás | 1:02.12   | 58        | Nem jutott tovább | Nem jutott tovább | Nem jutott tovább | Nem jutott tovább |